# Maiske, Novîi Buh
Maiske (în ucraineană Майське) este un sat în comuna Novomîkolaiivka din raionul Novîi Buh, regiunea Mîkolaiiv, Ucraina.

## Demografie
Componența lingvistică a localității Maiske
     Ucraineană (100%)
Conform recensământului din 2001, toată populația localității Maiske era vorbitoare de ucraineană (100%).